# Bato Govedarica
Zdravko "Bato" Govedarica (Chicago, Illinois, 17 de abril de 1928-Hinsdale, Illinois, 13 de marzo de 2006) fue un jugador de baloncesto estadounidense de ascendencia serbia que disputó una temporada en la NBA. Con 1,80 metros de estatura, jugaba en la posición de base.

## Trayectoria deportiva

### Universidad
Jugó durante cuatro temporadas con los Blue Demons de la Universidad DePaul, en las que promedió 11,8 puntos por partido.

### Profesional
Fue elegido en la vigésimo quinta posición del Draft de la NBA de 1951 por Syracuse Nationals, pero no fue hasta la temporada 1953-54 cuando se unió al equipo, jugando como suplente, y participando únicamente en 23 partidos, en los que promedió 3,3 puntos y 1,0 asistencias por partido.

## Estadísticas de su carrera en la NBA

### Temporada regular
| Temporada | Edad | Equipo             | Liga | P  | TIT | MIN  | TC  | TCA | %TC  | 3P | 3PA | %3P | TL  | TLA | %TL  | R.OF. | R.DEF. | REB | ASIS | ROB | TAP | PER | FP  | PTS |
| 1953-54   | 25   | Syracuse Nationals | NBA  | 23 |     | 11.2 | 1.1 | 3.4 | .316 |    |     |     | 1.1 | 1.6 | .676 |       |        | 0.8 | 1.0  |     |     |     | 1.9 | 3.3 |
| Total     |      |                    | NBA  | 23 |     | 11.2 | 1.1 | 3.4 | .316 |    |     |     | 1.1 | 1.6 | .676 |       |        | 0.8 | 1.0  |     |     |     | 1.9 | 3.3 |